# اداره تعدیل
اداره تعدیل (انگلیسی: The Adjustment Bureau) فیلمی در ژانر رمانتیک، اکشن، مهیج و علمی–تخیلی است که در سال ۲۰۱۱ منتشر شد.
دیوید نوریس ( مت دایمون )  سیاستمداریی نیویورکی است که قصد دارد تا در انتخابات آتی مجلس سنای آمریکا شرکت کند. نوریس در خلال یکی از سخنرانی های انتخاباتی اش، در هتل محل اقامتش به صورت اتفاقی با یک بالرین زیبا به نام الیس ( امیلی بلانت ) آشنا می شود. الیس به دیوید می گوید که باید در سخنرانی هایش صداقت بیشتری داشته باشد و از مسائل جدیدتری صحبت کند! دیوید بعد از صحبت با الیس احساس می کند که این همان دختری است که در رویاهایش به آن فکر می کرده؛ بنابراین دیوید در هنگام ترک الیس برای سخنرانی اش، شماره خودش را به او می دهد. این دو بعد از مدتی به  یکدیگر علاقه مند می شوند اما در این میان ناگهان سر و کله افراد عجیب و غریبی پیدا می شوند که خواهان جدایی این دو هستند و به انواع و اقسام روشها برای جدایی این دو نیز متوسل می شوند و...

## بازیگران
- مت دیمون
- امیلی بلانت
- آنتونی مکی
- جان اسلتری
- ترنس استامپ
- مایکل کلی
- آنتونی روئیویوار
- فابریتسیو برینتسا